# Giovanni De lo Cavo
Giovanni De lo Cavo (o de Capite; Anafi, ... – ...; fl. XIII secolo) fu un comandante corsaro genovese, che fu al servizio dell'imperatore bizantino Michele VIII Paleologo e divenne signore di Anafi e di Rodi ed in seguito Megaduca della Marina bizantina.
Giovanni De lo Cavo era natio della piccola isola delle Cicladi di Anafi, ma era originario, come molti dei corsari alle dipendenze di Michele VIII Paleologo, da Genova. I suoi territori di caccia preferiti erano i mari intorno all'Eubea, anche se si sa che estese le sue attività fino alla costa albanese e alla regione di Valona.
Michele VIII intraprese un grande sforzo per recuperare il maggior numero possibile di isole dell'Egeo dal dominio latino, guidato dal megas doux Alessio Ducas Filantropeno e da un altro pirata italiano, Licario. De lo Cavo contribuì catturando la sua isola natale, Anafi, dalla famiglia Foscolo che la possedeva. Michele VIII ricompensò de lo Cavo con la signoria non solo di Anafi, ma anche di Rodi, nel 1278 circa, e in seguito fu elevato, come Licario prima di lui, al rango di megas doux.